# Wereldbeker shorttrack 2019/2020
De wereldbeker shorttrack 2019/2020 (officieel: World Cup Short Track Speed Skating 2019/20) was een door de Internationale Schaatsunie georganiseerde shorttrackcompetitie. De cyclus begon op 1 november 2019 in Salt Lake City (Verenigde Staten) en eindigde op 16 februari 2020 in Dordrecht (Nederland).

## Wereldbekerkalender
| Datum             | Plaats         | Evenement                       |
| ----------------- | -------------- | ------------------------------- |
| 01.11.–03.11.2019 | Salt Lake City | Wereldbeker                     |
| 08.11.–10.11.2019 | Montreal       | Wereldbeker                     |
| 29.11.–01.12.2019 | Nagoya         | Wereldbeker                     |
| 06.12.–08.12.2019 | Shanghai       | Wereldbeker                     |
| 10.01.–12.01.2020 | Montreal       | Viercontinentenkampioenschappen |
| 24.01.–26.01.2020 | Debrecen       | Europese kampioenschappen       |
| 07.02.–09.02.2020 | Dresden        | Wereldbeker                     |
| 14.02.–16.02.2020 | Dordrecht      | Wereldbeker                     |
| 13.03.–15.03.2020 | Seoel          | Wereldkampioenschappen*         |

* Afgelast vanwege coronavirus

## Mannen

### Kalender
| Datum                                                                              | Plaats         | Onderdeel        | Eerste                                                                                   | Tweede                                                                                  | Derde                                                                               |
| ---------------------------------------------------------------------------------- | -------------- | ---------------- | ---------------------------------------------------------------------------------------- | --------------------------------------------------------------------------------------- | ----------------------------------------------------------------------------------- |
| 02/11/2019                                                                         | Salt Lake City | 500 m (1)        | Hwang Dae-heon                                                                           | Viktor An                                                                               | Shaoang Liu                                                                         |
| 02/11/2019                                                                         | Salt Lake City | 1500 m           | Semjon Jelistratov                                                                       | Kim Dong-wook                                                                           | Alexander Sjoelginov                                                                |
| 03/11/2019                                                                         | Salt Lake City | 500 m (2)        | Wu Dajing                                                                                | Shaolin Sándor Liu                                                                      | Absal Asjghalijev                                                                   |
| 03/11/2019                                                                         | Salt Lake City | 1000 m           | Hwang Dae-heon                                                                           | Viktor An                                                                               | Park Ji-won                                                                         |
| 03/11/2019                                                                         | Salt Lake City | 5000 m aflossing | RuslandDaniil Ejbog Pavel Sitnikov Semjon Jelistratov Viktor An                          | Zuid-KoreaHwang Dae-heon Kim Dong-wook Park In-wook Park Ji-won                         | CanadaCharles Hamelin Maxime Laoun Pascal Dion Steven Dubois                        |
| 09/11/2019                                                                         | Montreal       | 1000 m (1)       | Hwang Dae-heon                                                                           | Steven Dubois                                                                           | Han Tianyu                                                                          |
| 09/11/2019                                                                         | Montreal       | 1500 m           | Park Ji-won                                                                              | An Kai                                                                                  | Lee June-seo                                                                        |
| 10/11/2019                                                                         | Montreal       | 500 m            | Shaolin Sándor Liu                                                                       | Hwang Dae-heon                                                                          | Pavel Sitnikov                                                                      |
| 10/11/2019                                                                         | Montreal       | 1000 m (2)       | Semjon Jelistratov                                                                       | Park In-wook                                                                            | Park Ji-won                                                                         |
| 10/11/2019                                                                         | Montreal       | 5000 m aflossing | HongarijeCsaba Burján Cole Krueger Shaoang Liu Shaolin Sándor Liu                        | Zuid-KoreaHwang Dae-heon Kim Dong-wook Lee June-seo Park In-wook                        | RuslandDenis Ajrapetjan Semjon Jelistratov Pavel Sitnikov Alexander Sjoelginov      |
| 30/11/2019                                                                         | Nagoya         | 1000 m           | Park Ji-won                                                                              | Shaoang Liu                                                                             | Semjon Jelistratov                                                                  |
| 30/11/2019                                                                         | Nagoya         | 1500 m (1)       | Kim Dong-wook                                                                            | Park In-wook                                                                            | Keita Watanabe                                                                      |
| 01/12/2019                                                                         | Nagoya         | 500 m            | Shaoang Liu                                                                              | Pavel Sitnikov                                                                          | Park In-wook                                                                        |
| 01/12/2019                                                                         | Nagoya         | 1500 m (2)       | Park Ji-won                                                                              | Lee June-seo                                                                            | Ibuki Hayashi                                                                       |
| 01/12/2019                                                                         | Nagoya         | 5000 m aflossing | ChinaAn Kai Han Tianyu Ren Ziwei Wu Dajing                                               | Zuid-KoreaKim Dong-wook Lee June-seo Park In-wook Park Ji-won                           | RuslandDenis Ajrapetjan Daniil Ejbog Semjon Jelistratov Pavel Sitnikov              |
| 07/12/2019                                                                         | Shanghai       | 500 m (1)        | Shaolin Sándor Liu                                                                       | Wu Dajing                                                                               | Shaoang Liu                                                                         |
| 07/12/2019                                                                         | Shanghai       | 1500 m           | Lee June-seo                                                                             | Han Tianyu                                                                              | An Kai                                                                              |
| 08/12/2019                                                                         | Shanghai       | 500 m (2)        | Shaolin Sándor Liu                                                                       | Lee June-seo                                                                            | Steven Dubois                                                                       |
| 08/12/2019                                                                         | Shanghai       | 1000 m           | Han Tianyu                                                                               | Shaoang Liu                                                                             | Park Ji-won                                                                         |
| 08/12/2019                                                                         | Shanghai       | 5000 m aflossing | RuslandViktor An Daniil Ejbog Semjon Jelistratov Pavel Sitnikov                          | HongarijeCole Krueger Shaoang Liu Shaolin Sándor Liu Bence Olah                         | Zuid-KoreaKim Dag-yeom Lee June-seo Park In-wook Park Ji-won                        |
| 10 t/m 12 januari 2020 Viercontinentenkampioenschappen shorttrack 2020 in Montreal |                |                  |                                                                                          |                                                                                         |                                                                                     |
| 24 t/m 26 januari 2020 Europese kampioenschappen shorttrack 2020 in Debrecen       |                |                  |                                                                                          |                                                                                         |                                                                                     |
| 08/02/2020                                                                         | Dresden        | 1000 m           | Park Ji-won                                                                              | Shaolin Sándor Liu                                                                      | Kazuki Yoshinaga                                                                    |
| 08/02/2020                                                                         | Dresden        | 1500 m (1)       | Ren Ziwei                                                                                | Sven Roes                                                                               | Kim Da-gyeom                                                                        |
| 09/02/2020                                                                         | Dresden        | 500 m            | Steven Dubois                                                                            | Shaolin Sándor Liu                                                                      | Melle van 't Wout                                                                   |
| 09/02/2020                                                                         | Dresden        | 1500 m (2)       | Park Ji-won                                                                              | Semjon Jelistratov                                                                      | John-Henry Krueger                                                                  |
| 09/02/2020                                                                         | Dresden        | 5000 m aflossing | Zuid-KoreaHwang Dae Heon Kim Dong Wook Lee June-seo Park In-wook Park Ji Won Kim Dagyeom | RuslandDenis Ajrapetjan Daniil Ejbog Semjon Jelistratov Pavel Sitnikov Sergei Milovanov | NederlandDaan Breeuwsma Itzhak de Laat Melle van 't Wout Sven Roes Dylan Hoogerwerf |
| 15/02/2020                                                                         | Dordrecht      | 1000 m (1)       | Kim Da-gyeom                                                                             | Cedrik Blais                                                                            | Itzhak de Laat                                                                      |
| 15/02/2020                                                                         | Dordrecht      | 500 m            | Lee June-seo                                                                             | Stijn Desmet                                                                            | Abzal Azjgalijev                                                                    |
| 16/02/2020                                                                         | Dordrecht      | 1500 m           | Park Ji-won                                                                              | Lee June-seo                                                                            | Ren Ziwei                                                                           |
| 16/02/2020                                                                         | Dordrecht      | 1000 m (2)       | Park Ji-won                                                                              | Kim Dong-wook                                                                           | Steven Dubois                                                                       |
| 16/02/2020                                                                         | Dordrecht      | 5000 m aflossing | CanadaCharles Hamelin Jordan Pierre-Gilles Pascal Dion Steven Dubois Cedrik Blais        | NederlandDaan Breeuwsma Itzhak de Laat Sjinkie Knegt Sven Roes                          | ChinaAn Kai Han Tianyu Ren Ziwei Wu Dajing                                          |
| 13 t/m 15 maart 2020 Wereldkampioenschappen shorttrack 2020 in Seoel               |                |                  |                                                                                          |                                                                                         |                                                                                     |

### Eindstanden
| #      | Naam               | Punten |
| ------ | ------------------ | ------ |
| Goud   | Shaolin Sándor Liu | 50.096 |
| Zilver | Wu Dajing          | 32.171 |
| Brons  | Abzal Azjgalijev   | 24.664 |
| 4.     | Lee June-seo       | 23.774 |
| 5.     | Pavel Sitnikov     | 23.319 |

| #      | Naam               | Punten |
| ------ | ------------------ | ------ |
| Goud   | Park Ji-won        | 49.200 |
| Zilver | Han Tianyu         | 29.752 |
| Brons  | Semjon Jelistratov | 25.451 |
| 4.     | Hwang Dae-heon     | 21.522 |
| 5.     | Steven Dubois      | 19.612 |

| #      | Naam               | Punten |
| ------ | ------------------ | ------ |
| Goud   | Park Ji-won        | 42.621 |
| Zilver | Lee June-seo       | 37.642 |
| Brons  | An Kai             | 27.580 |
| 4.     | Kim Dong-wook      | 27.216 |
| 5.     | Semjon Jelistratov | 24.815 |

| #      | Land       | Punten |
| ------ | ---------- | ------ |
| Goud   | Rusland    | 34.400 |
| Zilver | Zuid-Korea | 34.000 |
| Brons  | China      | 26.640 |
| 4.     | Hongarije  | 25.373 |
| 5.     | Nederland  | 24.640 |

## Vrouwen

### Kalender
| Datum                                                                              | Plaats         | Onderdeel        | Eerste                                                                       | Tweede                                                                                    | Derde                                                                                 |
| ---------------------------------------------------------------------------------- | -------------- | ---------------- | ---------------------------------------------------------------------------- | ----------------------------------------------------------------------------------------- | ------------------------------------------------------------------------------------- |
| 02/11/2019                                                                         | Salt Lake City | 500 m (1)        | Martina Valcepina                                                            | Yara van Kerkhof                                                                          | Petra Jászapáti                                                                       |
| 02/11/2019                                                                         | Salt Lake City | 1500 m           | Kim Boutin                                                                   | Suzanne Schulting                                                                         | Han Yutong                                                                            |
| 03/11/2019                                                                         | Salt Lake City | 500 m (2)        | Kim Boutin                                                                   | Qu Chunyu                                                                                 | Lara van Ruijven                                                                      |
| 03/11/2019                                                                         | Salt Lake City | 1000 m           | Suzanne Schulting                                                            | Han Yutong                                                                                | Zhang Chutong                                                                         |
| 03/11/2019                                                                         | Salt Lake City | 3000 m aflossing | ChinaFan Kexin Han Yutong Qu Chunyu Zhang Yuting                             | Zuid-KoreaChoi Min-jeong Kim A-lang Kim Ji-yoo Noh Ah-rum                                 | CanadaAlyson Charles Claudia Gagnon Danae Blais Kim Boutin                            |
| 09/11/2019                                                                         | Montreal       | 1000 m (1)       | Kim Boutin                                                                   | Seo Whi-min                                                                               | Fan Kexin                                                                             |
| 09/11/2019                                                                         | Montreal       | 1500 m           | Kim Ji-yoo                                                                   | Arianna Fontana                                                                           | Noh Do-hee                                                                            |
| 10/11/2019                                                                         | Montreal       | 500 m            | Kim Boutin                                                                   | Martina Valcepina                                                                         | Natalia Maliszewska                                                                   |
| 10/11/2019                                                                         | Montreal       | 1000 m (2)       | Han Yutong                                                                   | Courtney Lee Sarault                                                                      | Jekaterina Jefremenkova                                                               |
| 10/11/2019                                                                         | Montreal       | 3000 m aflossing | ChinaFan Kexin Qu Chunyu Zang Yize Zhang Yuting                              | RuslandJekaterina Jefremenkova Jekaterina Konstantinova Emina Malagitsj Sofia Prosvirnova | Zuid-KoreaLee June-seo Noh Do-hee Park Ji-won Seo Whi-min                             |
| 30/11/2019                                                                         | Nagoya         | 1000 m           | Noh Ah-rum                                                                   | Suzanne Schulting                                                                         | Kristen Santos                                                                        |
| 30/11/2019                                                                         | Nagoya         | 1500 m (1)       | Kim Ji-yoo                                                                   | Kim Boutin                                                                                | Arianna Fontana                                                                       |
| 01/12/2019                                                                         | Nagoya         | 500 m            | Kim Boutin                                                                   | Arianna Fontana                                                                           | Kim Ji-yoo                                                                            |
| 01/12/2019                                                                         | Nagoya         | 1500 m (2)       | Suzanne Schulting                                                            | Courtney Lee Sarault                                                                      | Han Yutong                                                                            |
| 01/12/2019                                                                         | Nagoya         | 3000 m aflossing | ItaliëNicole Botter Gomez Arianna Fontana Cynthia Mascitto Martina Valcepina | CanadaDanae Blais Kim Boutin Alyson Charles Courtney Lee Sarault                          | RuslandJekaterina Konstantinova Emina Malagitsj Sofia Prosvirnova Jevgenija Zacharova |
| 07/12/2019                                                                         | Shanghai       | 500 m (1)        | Kim Boutin                                                                   | Suzanne Schulting                                                                         | Martina Valcepina                                                                     |
| 07/12/2019                                                                         | Shanghai       | 1500 m           | Kim A-lang                                                                   | Choi Min-jeong                                                                            | Courtney Lee Sarault                                                                  |
| 08/12/2019                                                                         | Shanghai       | 500 m (2)        | Fan Kexin                                                                    | Yara van Kerkhof                                                                          | Qu Chunyu                                                                             |
| 08/12/2019                                                                         | Shanghai       | 1000 m           | Suzanne Schulting                                                            | Seo Whi-min                                                                               | Kim Boutin                                                                            |
| 08/12/2019                                                                         | Shanghai       | 3000 m aflossing | CanadaDanae Blais Kim Boutin Alyson Charles Courtney Lee Sarault             | NederlandYara van Kerkhof Lara van Ruijven Suzanne Schulting Rianne de Vries              | Verenigde StatenMaame Biney Julie Letai Kristen Santos Corinne Stoddard               |
| 10 t/m 12 januari 2020 Viercontinentenkampioenschappen shorttrack 2020 in Montreal |                |                  |                                                                              |                                                                                           |                                                                                       |
| 24 t/m 26 januari 2020 Europese kampioenschappen shorttrack 2020 in Debrecen       |                |                  |                                                                              |                                                                                           |                                                                                       |
| 08/02/2020                                                                         | Dresden        | 1000 m           | Kim Ji-yoo                                                                   | Courtney Lee Sarault                                                                      | Suzanne Schulting                                                                     |
| 08/02/2020                                                                         | Dresden        | 1500 m (1)       | Choi Min-jeong                                                               | Noh Ah-reum                                                                               | Han Yutong                                                                            |
| 09/02/2020                                                                         | Dresden        | 500 m            | Kim Boutin                                                                   | Qu Chunyu                                                                                 | Lara van Ruijven                                                                      |
| 09/02/2020                                                                         | Dresden        | 1500 m (2)       | Suzanne Schulting                                                            | Sofia Prosvirnova                                                                         | Tifany Huot-Marchand                                                                  |
| 09/02/2020                                                                         | Dresden        | 3000 m aflossing | NederlandYara van Kerkhof Lara van Ruijven Suzanne Schulting Rianne de Vries | ChinaFan Kexin Qu Chunyu Zang Yize Zhang Yuting                                           | JapanShione Kaminaga Moemi Kikuchi Sumire Kikuchi Yuki Kikuchi                        |
| 15/02/2020                                                                         | Dordrecht      | 1000 m (1)       | Lee Yu-bin                                                                   | Zhang Chutong                                                                             | Natalia Maliszewska                                                                   |
| 15/02/2020                                                                         | Dordrecht      | 500 m            | Lara van Ruijven                                                             | Yara van Kerkhof                                                                          | Kamila Stormowska                                                                     |
| 16/02/2020                                                                         | Dordrecht      | 1500 m           | Suzanne Schulting                                                            | Kim Ji-yoo                                                                                | Noh Ah-reum                                                                           |
| 16/02/2020                                                                         | Dordrecht      | 1000 m (2)       | Kim Ji-yoo                                                                   | Han Yutong                                                                                | Sofia Prosvirnova                                                                     |
| 16/02/2020                                                                         | Dordrecht      | 3000 m aflossing | NederlandYara van Kerkhof Lara van Ruijven Suzanne Schulting Rianne de Vries | CanadaDanae Blais Kim Boutin Alyson Charles Courtney Lee Sarault                          | Zuid-KoreaChoi Min-jeong Kim A-lang Kim Ji-yoo Noh Ah-rum                             |
| 13 t/m 15 maart 2020 Wereldkampioenschappen shorttrack 2020 in Seoel               |                |                  |                                                                              |                                                                                           |                                                                                       |

### Eindstanden
| #      | Naam              | Punten |
| ------ | ----------------- | ------ |
| Goud   | Kim Boutin        | 50.000 |
| Zilver | Martina Valcepina | 38.736 |
| Brons  | Yara van Kerkhof  | 34.289 |
| 4.     | Qu Chunyu         | 34.074 |
| 5.     | Lara van Ruijven  | 29.248 |

| #      | Naam              | Punten |
| ------ | ----------------- | ------ |
| Goud   | Suzanne Schulting | 39.355 |
| Zilver | Han Yu-tong       | 31.120 |
| Brons  | Seo Whi-min       | 24.447 |
| 4.     | Kim Ji-yoo        | 23.277 |
| 5.     | Sofia Prosvirnova | 21.271 |

| #      | Naam              | Punten |
| ------ | ----------------- | ------ |
| Goud   | Suzanne Schulting | 38.000 |
| Zilver | Kim Ji-yoo        | 30.621 |
| Brons  | Han Yu-tong       | 29.031 |
| 4.     | Choi Min-jeong    | 22.744 |
| 5.     | Kim Boutin        | 20.621 |

| #      | Land       | Punten |
| ------ | ---------- | ------ |
| Goud   | Nederland  | 33.120 |
| Zilver | Canada     | 32.400 |
| Brons  | China      | 31.277 |
| 4.     | Zuid-Korea | 24.640 |
| 5.     | Rusland    | 23.616 |

## Gemengd

### Kalender
| Datum      | Plaats         | Onderdeel        | Eerste                                                                           | Tweede                                                                            | Derde                                                                         |
| ---------- | -------------- | ---------------- | -------------------------------------------------------------------------------- | --------------------------------------------------------------------------------- | ----------------------------------------------------------------------------- |
| 02/11/2019 | Salt Lake City | 2000 m aflossing | RuslandViktor An Daniil Ejbog Jekaterina Jefremenkova Sofia Prosvirnova          | ChinaFan Kexin Han Tianyu Qu Chunyu Wu Dajing                                     | Zuid-KoreaKim A-lang Kim Dag-yeom Park Ji-won Seo Whi-min                     |
| 09/11/2019 | Montreal       | 2000 m aflossing | ChinaHan Tianyu Qu Chunyu Ren Ziwei Zhang Yuting                                 | RuslandDenis Ajrapetjan Jekaterina Jefremenkova Pavel Sitnikov Jevgenia Zacharova | Zuid-KoreaLee June-seo Noh Do-hee Park Ji-won Seo Whi-min                     |
| 30/11/2019 | Nagoya         | 2000 m aflossing | Zuid-KoreaChoi Min-jeong Kim A-lang Kim Dong-wook Park In-wook                   | RuslandDaniil Ejbog Jekaterina Jefremenkova Pavel Sitnikov Jevgenija Zacharova    | NederlandDaan Breeuwsma Itzhak de Laat Lara van Ruijven Suzanne Schulting     |
| 07/12/2019 | Shanghai       | 2000 m aflossing | NederlandDaan Breeuwsma Itzhak de Laat Lara van Ruijven Suzanne Schulting        | RuslandViktor An Semjon Jelistratov Emina Malagitsj Sofia Prosvirnova             | JapanShione Kaminaga Sumire Kikuchi Keita Watanabe Kazuki Yoshinaga           |
| 08/02/2020 | Dresden        | 2000 m aflossing | HongarijeSára Luca Bácskai John-Henry Krueger Petra Jászapáti Shaolin Sándor Liu | RuslandJekaterina Jefremenkova Emina Malagitsj Semjon Jelistratov Pavel Sitnikov  | FrankrijkQuentin Fercoq Tifany Huot-Marchand Dmitry Migunov Aurélie Monvoisin |
| 15/02/2020 | Dordrecht      | 2000 m aflossing | ChinaFan Kexin Han Tianyu Wu Dajing Zhang Yuting                                 | Zuid-KoreaLee June Seo Noh Ah Rum Park In-wook Seo Whi Min                        | JapanKota Kikuchi Sumire Kikuchi Yuki Kikuchi Kazuki Yoshinaga                |

### Eindstand
| #      | Land       | Punten |
| ------ | ---------- | ------ |
| Goud   | Rusland    | 34.000 |
| Zilver | China      | 33.120 |
| Brons  | Zuid-Korea | 30.800 |
| 4.     | Nederland  | 26.640 |
| 5.     | Japan      | 17.869 |